# Brachyscome scapigera
Brachyscome  scapigera, conocido comúnmente como margarita copetuda, es una hierba perenne de la familia Asteraceae. La especie es endémica del sudeste Australia.

## Descripción
Esta especie tiene un hábito de crecimiento erecto, con un crecimiento que alcanza un tamaño de 40 cm de alto. Las hojas basales son lineales a oblanceoladas y de hasta 19 cm de largo y 1,5 cm de ancho. Los capitulescencias solitarias son de alrededor de 12 mm de diámetro con centros amarillos y flores liguladas que son de color blanco o de color malva. El periodo de floración principal es entre noviembre y marzo, en su área de distribución natural.

## Distribución
Brachyscome  scapigera se produce con frecuencia en las zonas pantanosas en los bosques de Queensland, Nueva Gales del Sur, el Territorio de la Capital Australiana y Victoria. En este último estado  se produce en altitudes superiores a 600 metros y está asociada con Eucalyptus pauciflora.

## Taxonomía
Brachyscome scapigera fue descrita por (Sieber ex Spreng.) DC. y publicado en Prodromus Systematis Naturalis Regni Vegetabilis 7(1): 277. 1838.
Etimología
Brachyscome: nombre genérico que deriva de las palabras griegas: brakhys que significa cortos; kome = "una cabeza peluda", aludiendo al relativamente corto vilano.
scapigera: epíteto latíno que significa "con escapo".
Sinonimia
- Senecio scapiger[6]
- Brachystephium scapigerum (Spreng.) DC.[7]